# Allgemeiner Deutscher Sport Bund
Der Allgemeine Deutsche Sport-Bund (ADSB) war ein Berliner Sportverband für Fußball, Athletik, Radsport und Eissport. Er wurde am 26. November 1894 in Berlin gegründet und im Mai 1899 wieder aufgelöst.

## Gründung
Nach den konstituierenden Sitzungen vom 12. bzw. 19. November 1894 wurde die offizielle Gründung, nach Ausarbeitung der Satzungen durch Bruno Grenzebach (BFC Frankfurt 1885), Haucke (DMV Berlin-Wien) und Fritz „Ette“ Boxhammer (Sport-Verein 1891), für den 26. November 1894 angekündigt. Zum 1. August 1897 bildeten der ADSB und die Berliner Vereine BFC Germania 1888, Sport-Excelsior Berlin, BFC Arminia-Urania, Berliner Cricket Club von 1883 und English FC eine gemeinsame Sportbehörde für Athletik. Diese wurde am 30. Januar 1898 als Deutsche Sportbehörde für Athletik (DSBfA), dem späteren Deutschen Leichtathletik-Verband (DLV), offiziell gegründet.
Vorsitzender: Georg Leux (BFC Frankfurt), ab 8. März 1896 bis 27. März 1897 Bruno Grenzebach (BFC Frankfurt), 1898 K. Schurig (Berlin). Dem Vorstand als stellvertretender Vorsitzender gehörte Fritz Boxhammer an. Die amtlichen Mitteilungen waren gezeichnet „I.A.: Maxwell Headley-Cohn“.

## Leichtathletik

### Meisterschaft von Deutschland 1896
Im August und September 1896 wurden erstmals in Berlin die „Meisterschaften von Deutschland“ über metrische Distanzen ausgetragen. Kurt Doerry (Sport-Excelsior Friedenau) gewann die 100 Meter in 11,4 s und die 200 Meter in 24,6 s. Statt der bisher üblichen 1 Meile wurde eine Langstrecke gelaufen, und zwar 7500 Meter, also die deutsche Meile. Diese gewann Leonhard Marggraf in 28:30,2 min.

### Meisterschaft von Deutschland 1897
Im August und Oktober 1897 wurden die zweiten „Meisterschaften von Deutschland“ durchgeführt, die der Däne Petersen über 100 Meter in 11,2 s und Kurt Doerry über 200 Meter in 24,8 s gewannen sowie die erstmals ausgeschriebenen 1500 Meter durch Jörgensen (Dänemark) in 4:36,2 min und die 7500 Meter durch Johannes Böge (SC Komet Berlin) in 26:06,4 min.
Am 30. Januar 1898 fand in Berlin die offizielle Gründung der Deutschen Sport-Behörde für Athletik (DSBfA) statt. Von nun an gibt es offizielle Deutsche Meisterschaften.

## Fußball

### Berliner Meisterschaft 1896/97
In der ersten Saison nahmen fünf Vereine an den Punktspielen teil. Meister wurde der BTuFC Britannia 1892 mit drei Punkten Vorsprung vor dem BFC Frankfurt 1885. Am Saisonende gab es keinen Absteiger.
| Pl. | Verein               | Sp. | Punkte |
| --- | -------------------- | --- | ------ |
| 1.  | BTuFC Britannia 1892 | 8   | 15:10  |
| 2.  | BFC Frankfurt 1885   | 8   | 12:40  |
| 3.  | BSC Nord-West        | 8   | —      |
| 4.  | Friedenauer SC 1896  | 8   | —      |
| 5.  | Berliner SC 1895/96  | 8   | —      |

### Berliner Meisterschaft 1897/98
In der zweiten und letzten Saison nahmen sechs Vereine an den Punktspielen teil. Diesmal errang der BFC Frankfurt 1885 die Meisterschaft mit vier Punkten Vorsprung vor dem BTuFC Britannia 1892. Britannia nahm gleichzeitig auch noch an den Punktspielen des neu gegründeten Berliner Verbandes Deutscher Ballspielvereine teil und errang dort nach Entscheidungsspielen wegen Punktgleichheit die Meisterschaft.
| Pl. | Verein                   | Sp. | Punkte |
| --- | ------------------------ | --- | ------ |
| 1.  | BFC Frankfurt 1885       | 10  | 19:10  |
| 2.  | BTuFC Britannia 1892 (M) | 10  | 15:50  |
| 3.  | BSC Nord-West            | 10  | —      |
| 4.  | Friedenauer SC 1896      | 10  | —      |
| 5.  | Berliner SC 1895/96      | 10  | —      |
| 6.  | BFC Preussen (N)         | 10  | —      |

| Legende |                                  |
|         | Berliner Fußballmeister des ADSB |
| (M)     | Titelverteidiger                 |
| (N)     | Aufsteiger                       |

## Auflösung
Der ADSB wurde im Mai 1899 aufgelöst. Eine Aufforderung, veröffentlicht in einer Sportzeitung Ende 1898, ließ erkennen, dass die Zustände im ADSB nicht bestens gewesen sind:

„Letzte Aufforderung an den Allgemeinen Deutschen Sport-Bund 
 Da wir bis heute auf unsere verschiedenen Aufforderungen an den A.D.S.B., z. Hd. Des Vors. Herrn C. Schurig, hier, sowie auf unsere vor einigen Wochen erfolgte öffentliche Aufforderung, den uns zukommenden Preis für die von dem A.D.S.B. ausgeschriebene Fußballmeisterschaft von Berlin 1897/98 zuzustellen, ohne jegliche Antwort geblieben sind, der A.D.S.B. es vielmehr vorzieht, sich in Stillschweigen zu verhüllen, so fordern wir hiermit den A.D.S.B., sowie die demselben angehörigen Vereine (S.C. Nord-West, S.C. Germania, Sport-Club v. 1891 u.s.w.) zum letzten male auf, seinen Verpflichtungen uns gegenüber nachzukommen und den uns für die gezahlten Einsätze zukommenden Preis auszuhändigen. 
 Sind wir bis zum 15. Januar 1899 nicht im Besitz des Preises, so fühlen wir uns gezwungen, die Sache auf anderem Wege zu erledigen. Der Vorstand des B.F.C. Frankfurt.“